# 圣洛朗代古兹
圣洛朗代古兹（法語：Saint-Laurent-d'Aigouze，法語發音：[sɛ̃ loʁɑ̃ dɛɡuz]）是法国加尔省的一个市镇，位于该省南部，属于尼姆区。

## 地理
圣洛朗代古兹（43°38'4"N, 4°11'44"E）面积89.81 平方千米，位于法国奧克西塔尼大區加尔省，该省份为法国南部沿海省份，南端濒地中海，北起顺时针与阿尔代什省、沃克吕兹省、罗讷河口省、埃罗省、阿韦龙省和洛泽尔省接壤。
与圣洛朗代古兹接壤的市镇（或旧市镇、城区）包括：滨海圣玛丽、艾格莫尔特、艾马尔格、勒凯拉尔、马西亚格、沃韦尔。

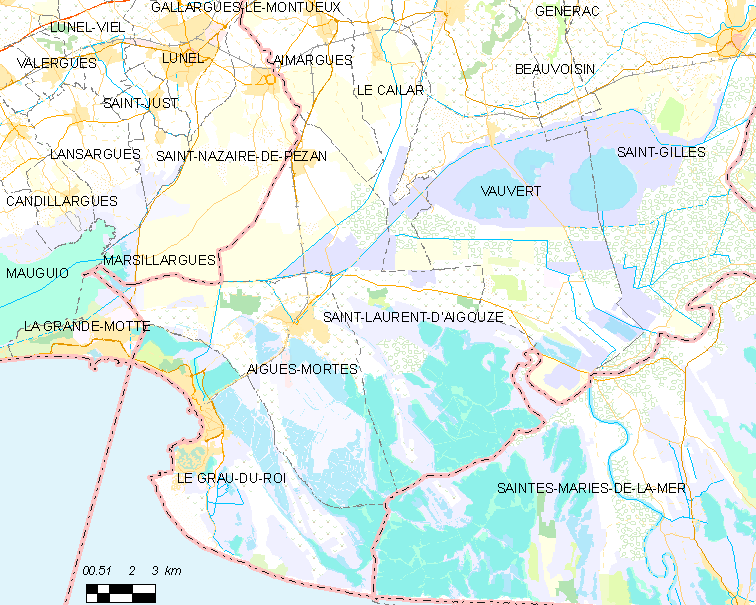
圣洛朗代古兹的OSM定位图

圣洛朗代古兹的时区为UTC+01:00、UTC+02:00（夏令时）。

## 行政
圣洛朗代古兹的邮政编码为30220，INSEE市镇编码为30276。

## 政治
圣洛朗代古兹所属的省级选区为艾格莫尔特县。

## 人口

1962-2008年间圣洛朗代古兹人口变化图示

圣洛朗代古兹于2022年1月1日时的人口数量为3651人。